# Rundschau - Die Oberländer Wochenzeitung

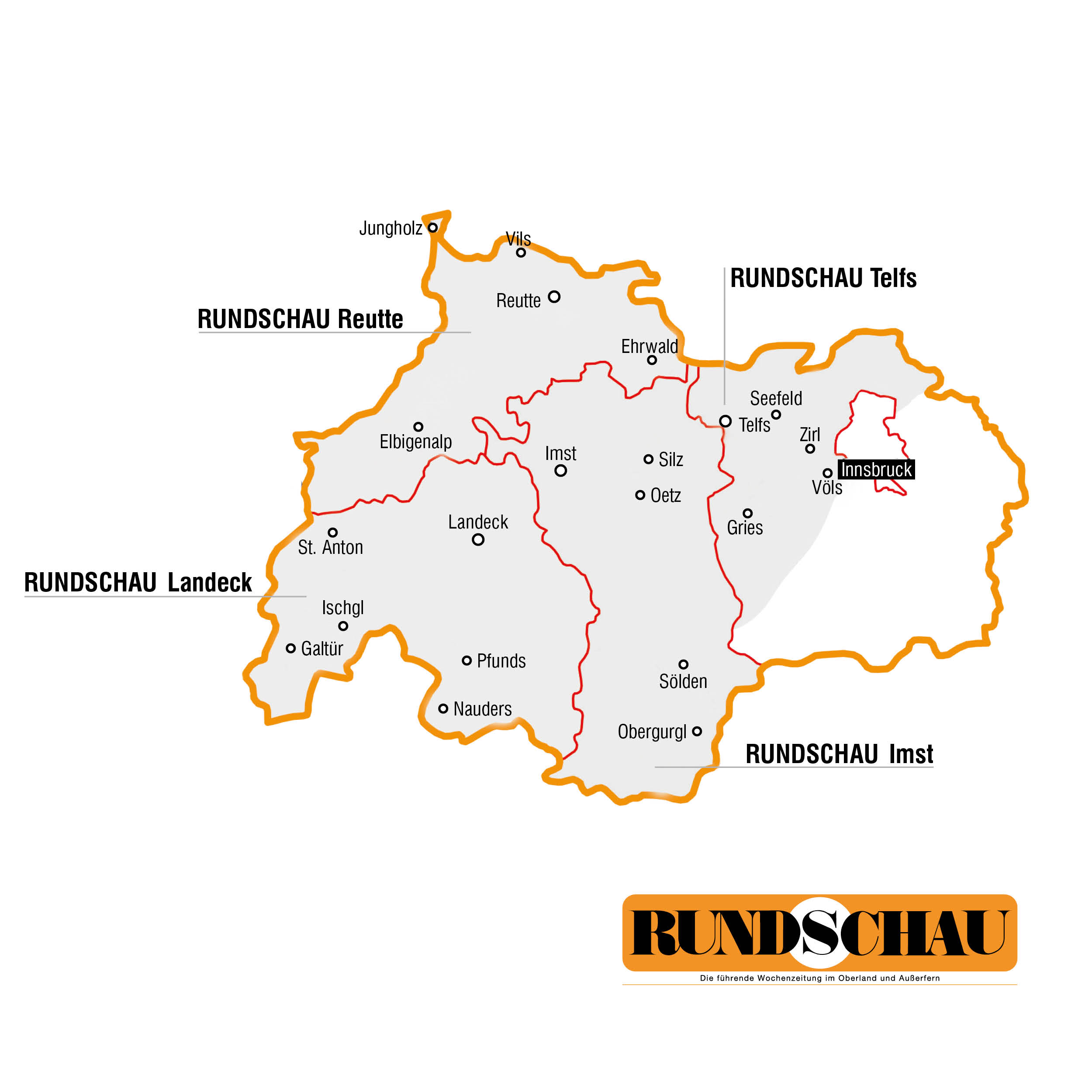
Das Erscheinungsgebiet der Rundschau im Tiroler Oberland und Außerfern.

Die Rundschau ist eine kostenlose regionale Wochenzeitung, die 1978 von Kurt Egger in Imst (Tiroler Oberland) unter dem Namen „Oberländer Rundschau“ gegründet wurde. Sie erscheint einmal wöchentlich und wird an 87.926 Haushalte und Unternehmen im Tiroler Oberland und Außerfern über die Österreichische Post AG verteilt. Insgesamt gibt es vier Rundschau-Geschäftsstellen (Imst, Landeck, Reutte, Telfs), die Zentrale befindet sich in Imst (Postgasse 9). Die Rundschau hat sich seit ihrer Gründung zu einer bedeutendsten Informationsquelle für die Region entwickelt und prägt die lokale Medienlandschaft maßgeblich mit. Der Fokus liegt nach wie vor auf seriöser und lokaler Berichterstattung. Aktuell sind rund 30 Angestellte und rund 50 freie Mitarbeiter für die Zeitung tätig.
Seit ihrer Gründung hat die Rundschau stets Wert darauf gelegt, den Lesern informative und relevante Inhalte aus der Region zu bieten. Das Engagement für die lokale Gemeinschaft zeigt sich nicht nur in der Berichterstattung, sondern auch in zahlreichen sozialen Projekten und Initiativen, die von der Zeitung unterstützt werden.
Die gemeinsame Tochter von Kurt und Erika Egger, Sabine Egger, ist seit 2020 mit der Geschäftsführung betraut. Nikolaus Meze ist seit Dezember 2023 der Chefredakteur.

## Unternehmen

### Geschichte
Die Geschichte der Oberländer Rundschau begann am 18. Mai 1978, als Kurt Egger die Zeitung unter seiner Führung ins Leben rief. 1984 expandierte die Wochenzeitung in den benachbarten Bezirk Landeck und wurde unter dem Namen Rundschau bekannt. Das rasche Wachstum und die steigende Leserschaft führten zu Platzproblemen in den Räumlichkeiten. 1991 zog die Redaktion in das heutige Verlagshaus in der Postgasse 9 in Imst um. Die Neuerrichtung der Räumlichkeiten bot Raum für die weitere Entwicklung und stärkte die Position der Rundschau als führende Zeitung in der Region.
Im Jahr 2008 erfolgte eine Expansion ins Außerfern (Bezirk Reutte) und in den Raums Telfs, um den Lesern in diesen Gebieten ebenfalls relevante lokale Nachrichten zu bieten.
Am 15. Juni 2022 verstirbt Kurt Egger im Alter von 72 Jahren. Mit ihm verliert die Tiroler Medienlandschaft eine herausragende Persönlichkeit.

### Blattlinie
Das Verlagshaus ist völlig unabhängig sowie eigenständig und damit nur den Lesern verpflichtet. Die RUNDSCHAU-Produkte richten sich insbesondere an alle, die privat und/oder beruflich an Politik, Gesellschaft, Wirtschaft, Sport, Natur und Kultur mit hohem Regionalbezug der Themen/Personen interessiert sind. Sie bieten Kommentare, Analysen, Reportagen, Berichte, Interviews, Termininformationen, Stellenanzeigen und Porträts.

### Aktuelle Situation (Stand März 2024)
Die Rundschau wird heute von vier erfahrenen Redaktionen und einem engagierten Team von Mitarbeitern produziert. Unter der Geschäftsführung von Kurt Eggers Tochter, Sabine Egger, wird die Zeitung in bewährter Form weitergeführt, wobei stets auch aktuelle Innovationen und Entwicklungen am Zeitungsmarkt berücksichtigt werden.
Die Rundschau hat sich als eine der letzten familiengeführten und unabhängigen Wochenzeitungen im deutschsprachigen Raum etabliert und ist aus der Tiroler Journalismus-Landschaft nicht wegzudenken.